# Суверенный штат Панама
Суверенный штат Панама (исп. Estado Soberano de Panamá) — административная единица в составе Соединённых Штатов Колумбии, существовавшая в 1855—1886 годах.

## История
После того, как бывшие испанские владения в Америке обрели независимость, Панамский перешеек оказался в составе государства Колумбия, а после его распада — в составе Республики Новая Гранада. История всех государств на территории Колумбии была пронизана борьбой между теми, кто стремился к централизации страны, и теми, кто стремился к её федерализации. В 1839 году разразилась очередная гражданская война, в ходе которой в 1840 году было провозглашено независимое Государство Перешейка. И хотя властям удалось уговорить сепаратистов с 1842 года вернуться под юрисдикцию центрального правительства, стремление к большей независимости на местах сохранялось.
В 1853 году в стране была принята новая конституция, открывшая двери для превращения централизованного государства в федерацию, и 27 февраля 1855 года внутри Республики Новая Гранада появился первый федеральный штат: Федеральный штат Панама (исп. Estado Federal de Panamá). Его примеру последовали и другие, и в 1858 году была провозглашена Гранадская конфедерация. Однако эта государственная конструкция оказалась недолговечной, и после очередной гражданской войны в 1863 году были образованы Соединённые Штаты Колумбии. Новая Конституция провозглашала, что страна является объединением Суверенных Штатов, и поэтому Панама была переименована из «Федерального» штата в «Суверенный».
Ограничения политической и военной власти центрального правительства, наложенные новой Конституцией, привели к тому, что в последующие годы в стране произошло порядка 40 гражданских войн местного характера и одна общенациональная (в 1876—1877 годах).
В 1886 году под давлением президента Рафаэля Нуньеса в стране была принята новая Конституция, превратившая союз штатов в централизованную Республику Колумбия. По новой Конституции, страна делилась не на штаты, а на департаменты, и Суверенный штат Панама был трансформирован в Департамент Панама.

## География
Территория Суверенного штата Панама совпадала с территорией провозглашённой в 1903 году Республики Панама.

## Административное деление
В 1855 году штат был образован из четырёх провинций: Панама, Асуэро, Чирики и Верагуас. В конце того же года провинция Асуэро была упразднена, а её территория — разделена между провинциями Панама и Чирики.
При администрации Хусто Аросемены, занявшего пост в 1856 году, штат был разделён на 7 департаментов: Кокле, Колон, Чирики, Фабрега, Эррера, Лос-Сантос и Панама. Позднее, при администрации Хосе Леонардо Каланчи (занял пост в 1864 году) количество департаментов уменьшилось до 6: Кокле, Колон, Чирики, Лос-Сантос, Панама и Верагуас.